# Ranunculus flabellaris
Ranunculus flabellaris är en ranunkelväxtart som beskrevs av Constantine Samuel Rafinesque och Bigel.. Ranunculus flabellaris ingår i släktet ranunkler, och familjen ranunkelväxter. Inga underarter finns listade i Catalogue of Life.

## Bildgalleri

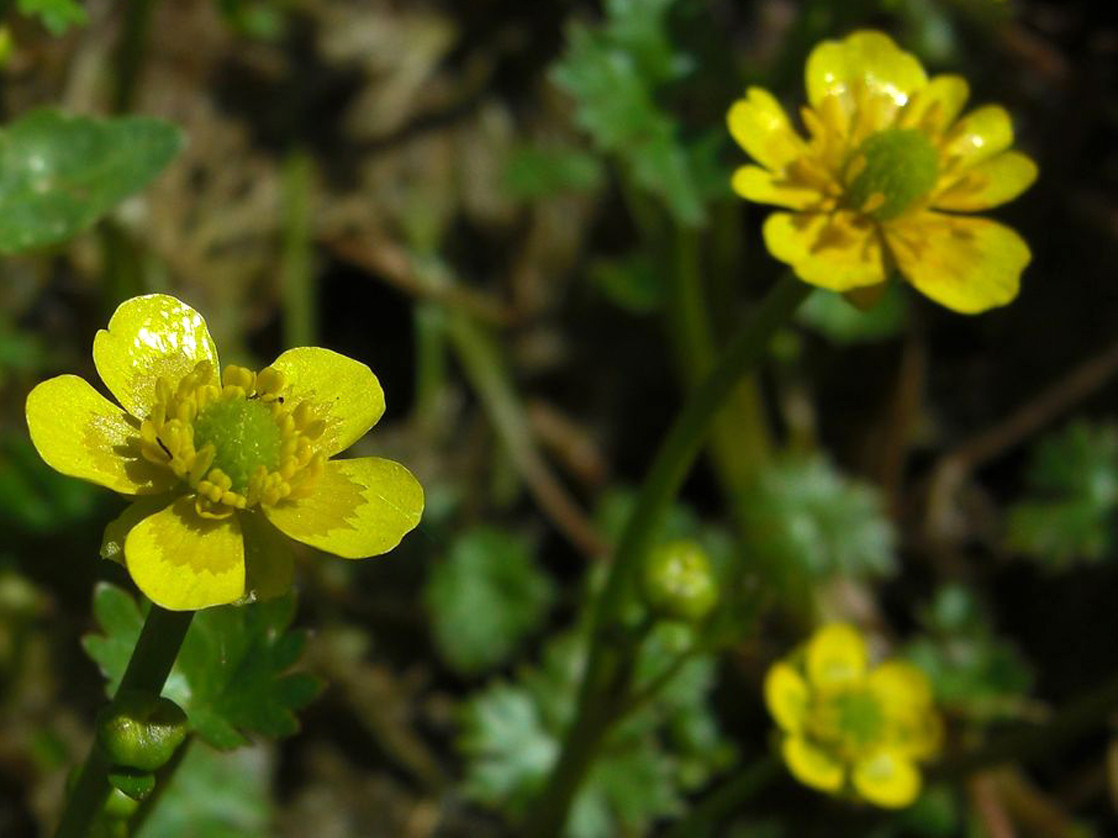
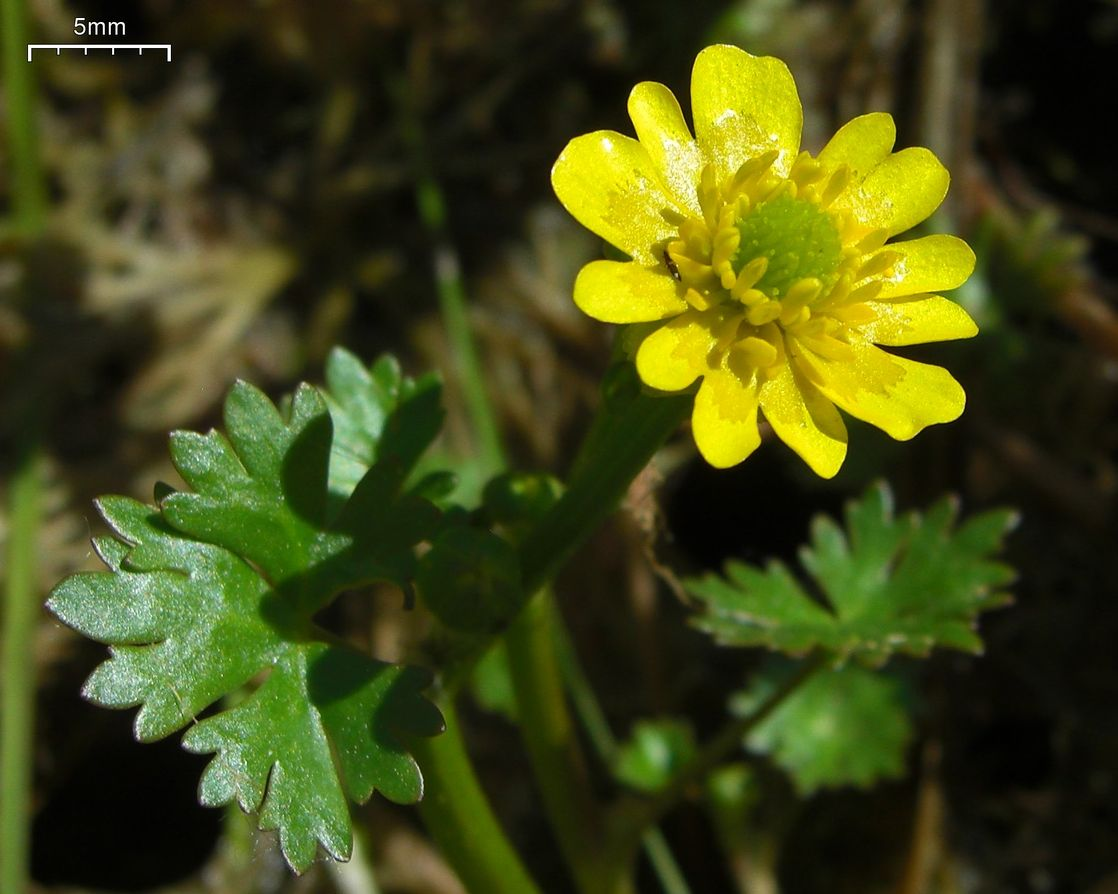